# КК Хувентуд
КК Хувентуд (шп. Club Joventut de Badalona) шпански је кошаркашки клуб из Бадалоне, Каталонија. У сезони 2024/25. такмичи се у АЦБ лиги и у Еврокупу.
Хувентуд је један од само три клуба, заједно са Естудијантесом и Реал Мадридом, који никада нису испадали из елитне кошаркашке лиге Шпаније. Клуб има 4 титуле првака Шпаније, 8 титула купа Шпаније, а 1994. је освојио и Куп европских шампиона (садашња Евролига).

## Историја
Бадалона је имала кошаркашки тим од 30. марта 1930. године, када је Хувентуд основан под именом „Пенја Спирит оф Бадалона“ (Penya Spirit of Badalona). Поред кошарке, клуб је у почетку имао тимове који су били укључени у неколико спортова, укључујући бициклизам, стони тенис и фудбал. Године 1932. клуб мења име у Centre Esportiu Badaloní, а 1939. добија садашњи назив Club Joventut Badalona. До 1940. кошарка је успостављена као главни спорт клуба, а зелена и црна боја су усвојене као главне клупске боје.
Између 1950-их и 1970-их година клуб је имао велики ривалитет са Реал Мадридом и са другим суседним тимовима, играо незаборавне дуеле. Током 1980-их, 1990-их и 2000-их, Хувентуд је има најбоље године у историји клуба. Данас, спонзорски назив клуба је ДКВ Хувентуд, назван по шпанском осигуравајућем друштву „ДКВ Сегурос“.
Хувентуд Бадалона је један од само три клуба, заједно са Естудијантесом и Реал Мадридом, који су одиграли све сезоне у АЦБ лиги. Хувентуд је био први каталонски тим који је освојио евролигашку титулу, а то је урадио у сезони 1993/94. Године 2006. Хувентуд је освојио ФИБА Еврокуп, а 2008. и УЛЕБ куп. Клуб је такође освојио два Купа Радивоја Кораћа (1981. и 1990).

## Успеси

### Национални
- Првенство Шпаније:
  - Првак (4): 1966/67, 1977/78, 1990/91, 1991/92.

- Куп Шпаније:
  - Победник (8): 1947/48, 1952/53, 1954/55, 1957/58, 1968/69, 1975/76, 1996/97, 2007/08.

- Суперкуп Шпаније:
  - Победник (2): 1985, 1986.

- Каталонска кошаркашка лига:
  - Првак (11): 1986/87, 1987/88, 1988/89, 1990/91, 1991/92, 1992/93, 1994/95, 1998/99, 2005/06, 2007/08, 2008/09.

### Међународни
- Евролига:
  - Победник (1): 1993/94.
  - Финалиста (1): 1991/92.

- УЛЕБ куп:
  - Победник (1): 2007/08.

- Куп Радивоја Кораћа:
  - Победник (2): 1980/81, 1989/90.

- ФИБА Еврокуп:
  - Победник (1): 2005/06.

## Учинак у претходним сезонама
| Сез.     | Првенство Шпаније | Куп Шпаније  | Европско такмичење      | Европско такмичење |
| -------- | ----------------- | ------------ | ----------------------- | ------------------ |
| 2010/11. | 13. место         | Четвртфинале | —                       |                    |
| 2011/12. | 11. место         | —            | —                       |                    |
| 2012/13. | 11. место         | —            | —                       |                    |
| 2013/14. | 9. место          | —            | —                       |                    |
| 2014/15. | 7. место          | Полуфинале   | —                       |                    |
| 2015/16. | 13. место         | —            | —                       |                    |
| 2016/17. | 14. место         | —            | —                       |                    |
| 2017/18. | 15. место         | —            | —                       |                    |
| 2018/19. | 7. место          | Полуфинале   | —                       |                    |
| 2019/20. | 12. место         | —            | Еврокуп — Топ 16        |                    |
| 2020/21. | Четвртфинале ПО   | Четвртфинале | Еврокуп — Четвртфинале  |                    |
| 2021/22. | Полуфинале ПО     | Четвртфинале | Еврокуп — Осмина финала |                    |
| 2022/23. | Полуфинале ПО     | Полуфинале   | Еврокуп — Полуфинале    |                    |
| 2023/24. | 10. место         | —            | Еврокуп — Четвртфинале  |                    |
| 2024/25. | —                 | Четвртфинале | Еврокуп — Групна фаза   |                    |

## Имена кроз историју
Кроз своју историју клуб је неколико пута мењао име, па се зависно од спонзора звао:
| - 1972—1977: Хувентуд Швепс - 1978—1981: Хувентуд Фреикснет - 1981—1982: Хувентуд Сони - 1982—1983: Хувентуд Фишет - 1983—1984: Хувентуд Масана - 1984—1987: Рон Негрита Хувентуд - 1987—1990: Рам Хувентуд |  | - 1990—1992: Монтигала Хувентуд - 1992—1993: Марбеља Хувентуд - 1993—1995: 7ап Хувентуд - 1996—1998: Фестина Хувентуд - 1998—2000: Пинтурас Бругер Бадалона - 2001—2011: ДКВ Хувентуд - 2011—2016: ФИАТЦ Хувентуд - 2016—2019: Дивина сегурос Хувентуд |